# Atlantis (série de televisão)
Atlantis é uma série de televisão britânica exibida pelo canal BBC One a partir do dia 28 de setembro de 2013. No Brasil, é exibida pela HBO Family desde 1 de julho de 2014.

## Elenco

### Elenco principal
- Jack Donnelly como Jason[1][2] (13 episódios)
- Mark Addy como Hercules[1][2] (13 episódios)
- Robert Emms como Pythagoras[1][2] (13 episódios)
- Jemima Rooper como Medusa[1][2] (8 episódios)
- Sarah Parish como Pasiphaë[1][2] (8 episódios)
- Juliet Stevenson como o oráculo grego[1][2] (8 episódios)

### Elenco recorrente
- Aiysha Hart como Ariadne[1][2] (9 episódios)
- Alexander Siddig como Minos[3] (8 episódios)
- Oliver Walker como Heptarian (7 episódios)
- Joe Dixon como Ramos (5 episódios)
- Hannah Arterton como Korinna (5 episódios)
- Ken Bones como Melas (4 episódios)
- Lou Broadbent como Ione (3 episódios)